# Fritz Ostermueller
Frederick Raymond "Fritz" Ostermueller (Quincy, Illinois, 15 de setembro de 1907 - Quincy, Illinois, 17 de dezembro de 1957) foi um jogador de beisebol americano da MLB. Ele jogou entre os anos de 1934 e 1948 atuando pelo Boston Red Sox, St. Louis Browns, Brooklyn Dodgers e Pittsburgh Pirates. Enquanto esteve em Pittsburgh, ele disse a famosa citação frequentemente atribuída ao colega Ralph Kiner: "Os rebatedores de home runs dirigem Cadillacs; os rebatedores de simples dirigem Fords".

## Carreira
Ostermueller fez sua estréia na liga principal em 21 de abril de 1934 com o Boston Red Sox, lançando sete temporadas para eles, principalmente como titular. Em 3 de dezembro de 1940, ele foi vendido para o St. Louis Browns, junto com Denny Galehouse .

## Na cultura popular
Ostermueller foi retratado no filme 42 pelo ator Linc Hand. No filme, Ostermueller acerta a bola no rosto de Jackie Robinson aparentemente de propósito. Mais tarde, em um outro jogo, Robinson rebate um home run contra Ostermueller que dá a vitória e o título ao seu time.
Na realidade, o primeiro arremesso de Ostermueller bateu no pulso esquerdo de Robinson e não na cabeça, e ele afirmou que era um arremesso de rotina, sem intenção racista. Também não houve brigas após o ocorrido. A cena climática em que Robinson bateu em um home run para conquistar o título da Liga Nacional para os Dodgers aconteceu na primeira parte do quarto turno do jogo, e não foi definitiva para a conquista da vitória (a corrida marcou o placar de 2-0, e Dodgers venceu aquele jogo por 4 a 2) e não valeu o título; os Dodgers conseguiram o empate naquele dia antes de conquistar a vaga para a World Series no dia seguinte. Também é digno de nota é que Ostermueller foi retratado como destro, quando na verdade era canhoto.

## Vida posterior e morte
Ostermueller construiu e tornou-se proprietário e operador do Diamond Motel em Quincy, Illinois. Ele morreu em dezembro de 1957, aos 50 anos, de câncer de cólon.